# NGC 1539/2
NGC 1539/2 је галаксија у сазвежђу Бик која се налази на NGC листи објеката дубоког неба.
Деклинација објекта је + 26° 49' 46" а ректасцензија 4h 19m 2,7s. Привидна величина (магнитуда) објекта NGC 1539 износи 16,6 а фотографска магнитуда 17,6. NGC 15392 је још познат и под ознакама CGCG 488-1, 5ZW 373.